# Hertie GmbH
Hertie GmbH, gevestigd in Gladbeck (tot 2009 was het hoofdkantoor in Essen-Kettwig) was een Duitse warenhuisketen. Bij de voormalige 73 Hertie-warenhuizen werkten zo'n 3.400 mensen. In 2006 werd er nog een omzet van zo'n 680 miljoen euro behaald.
Op 31 juli 2008 vroeg Hertie het faillissement nadat de Britse hoofdeigenaar Dawnay Day in financiële moeilijkheden kwam. Op 20  mei 2009 werd tijdens de vergadering van schuldeisers de definitieve ontbinding van alle resterende 54 Hertie-filialen en het hoofdkantoor in Essen-Kettwig aangekondigd. Op 15 augustus werden de laatste 20 vestigingen gesloten.

## Geschiedenis

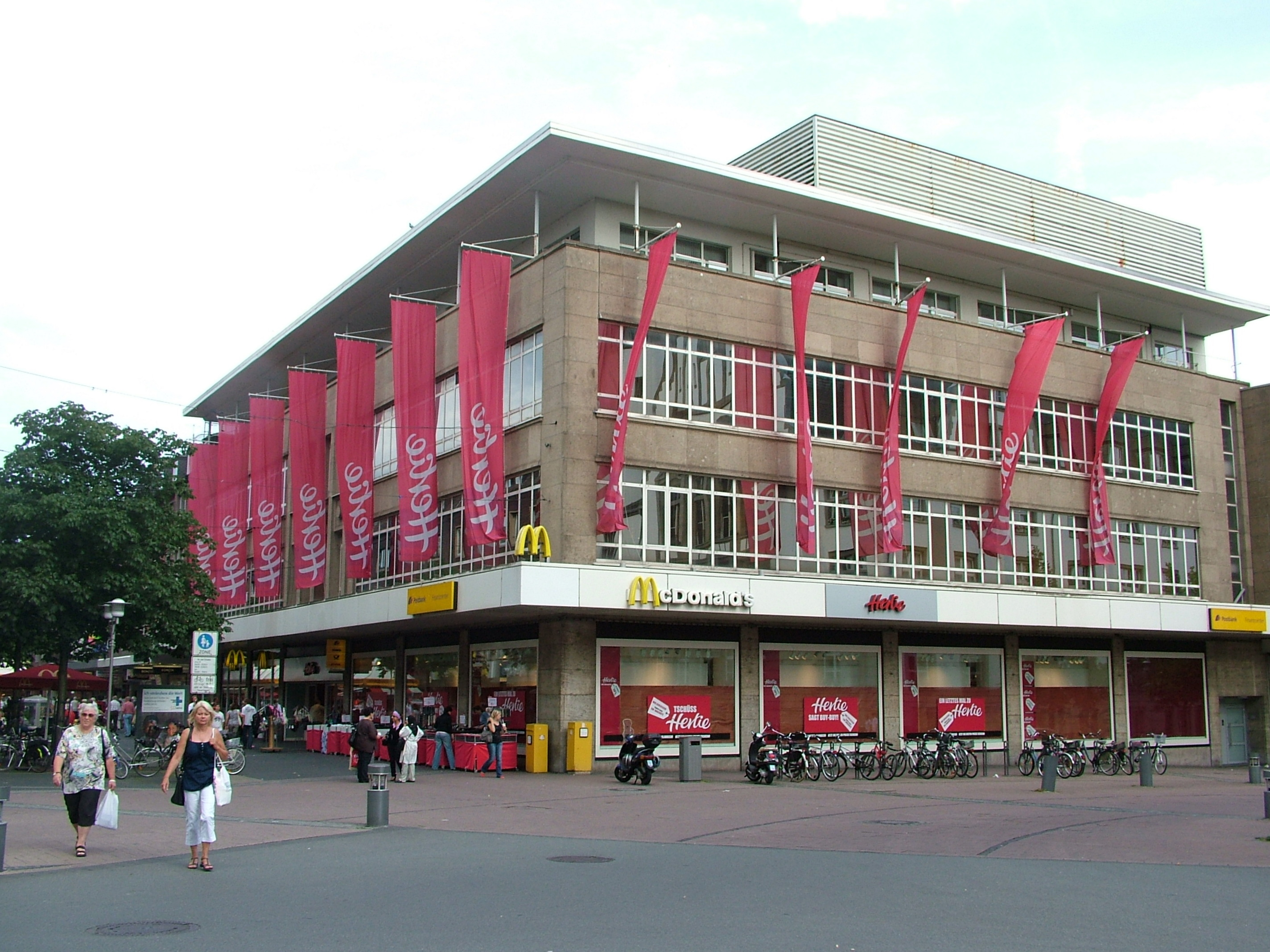
Voormalig filiaal in Gladbeck (voorheen Karstadt), juli 2009

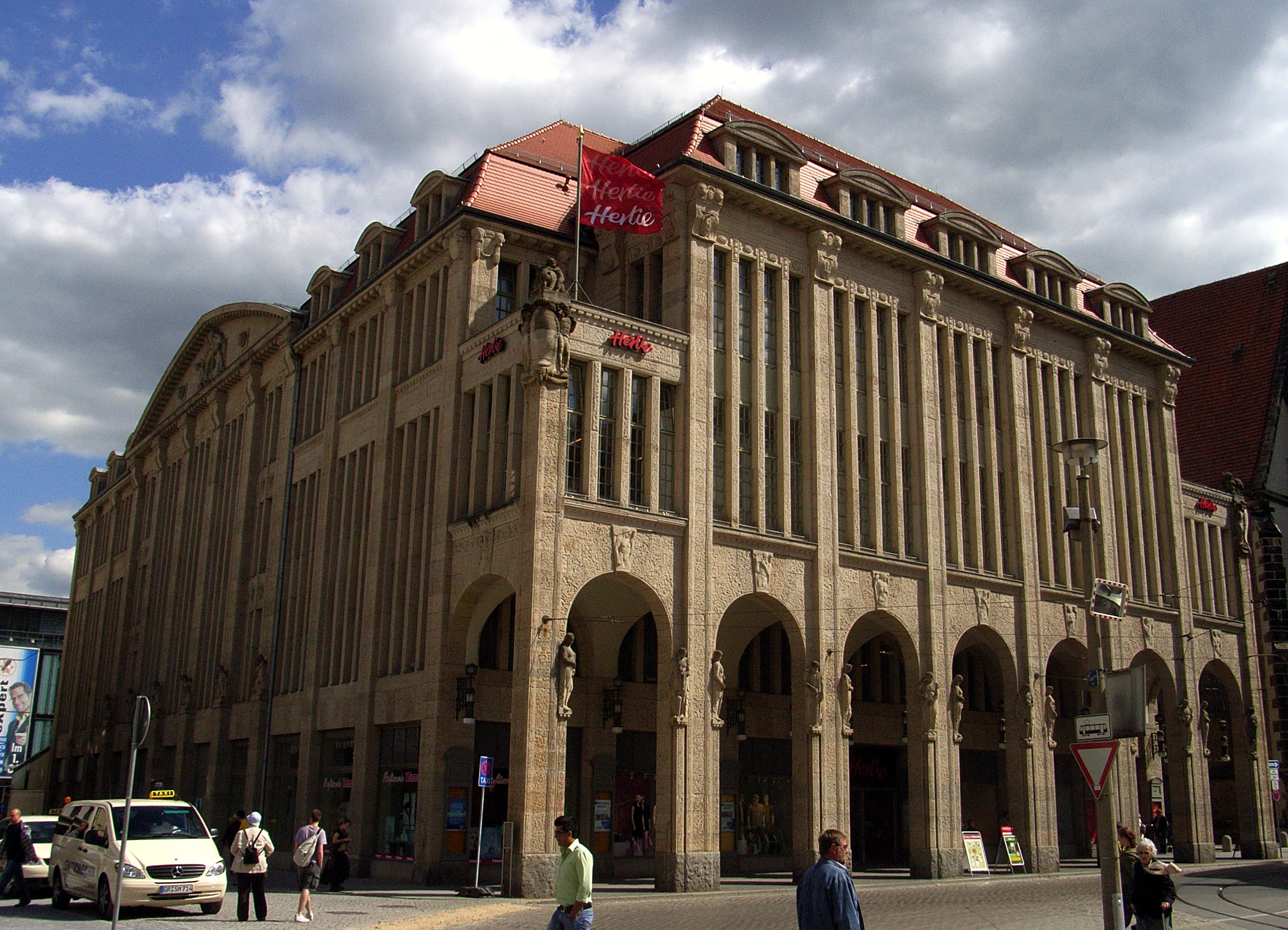
Hertie-vestiging in Kaufhaus Görlitz (2007)

Hertie GmbH is oorspronkelijk ontstaan onder de naam Karstadt Kompakt GmbH & Co. KG door het afsplitsen van 73 warenhuizen van Karstadt Warenhaus GmbH, een dochteronderneming van KarstadtQuelle AG. Doorslaggevend criterium voor de afsplitsing was de grootte van het filiaal: alle winkels van de compactgroep hadden een verkoopoppervlakte van minder dan 8.000 m². De afsplitsing werd gerechtvaardigd door het feit dat de Karstadt-formule alleen geschikt was voor grotere vloeroppervlaktes. Voor de kleinere warenhuizen moest een nieuw concept worden ontwikkeld.
In het kader van de herstructurering en schuldafbouw van de KarstadtQuelle Group werd Karstadt Kompakt GmbH & Co KG op 1 oktober 2005 door het moederbedrijf verkocht aam de Britse investeringsgroep Dawnay Day Group. Naast Dawney Day, die een belang van 50 procent had (dat uiteindelijk verhoogd werd tot 85 procent), hadden ook twee managers van het Brits-Amerikaanse Hilco (UK) Ltd., een herstructureringsadviseur gespecialiseerd in handelsondernemingen, een 15 procentsbelang als particuliere investeerder.
Het filiaal in Wismar stond op de oorspronkelijke verkooplijst, maar werd niet verkocht omdat het het stamhuis van Karstadt was, waar Rudolph Karstadt het bedrijf in 1881 oprichtte.  
In februari 2007 sloot Hertie een krediet ter waarde van 55 miljoen euro af met de financiële dienstverlener GMAC. Destijds was het doel om op korte termijn niet alleen de warenhuizen te moderniseren, maar ook om een nieuw IT- en logistiek systeem op te zetten en op middellange termijn het filialennet uit te breiden door middel van acquisities.

### Naam
Sinds 1 maart 2007 werden de vestigingen van het bedrijf die voorheen onder de formule Karstadt opereerden, omgedoopt tot Hertie en werd tegelijkertijd Karstadt Kompakt omgedoopt tot Hertie. Dit was mogelijk omdat de naam Hertie sinds 2006 alleen nog gevoerd werd door het warenhuis van de Karstadt Group aan de Bahnhofplatz in München. Op 27 september 2007 veranderde dit filiaal zijn naam in Karstadt am Bahnhof.
Ondanks dat het dezelfde naam had, was het "nieuwe" Hertie GmbH niet de rechtsopvolger van de traditionele goederen- en warenhuisgroep Hertie, aangezien deze inmiddels was opgegaan in Karstadt AG. Desalniettemin was de naamkeuze bedoeld om Hertie's aanhoudende hoge bewustzijnsniveau te gebruiken.

### Inkoop- en exploitatieconcept
Medio 2007 zou voor 80 procent van het assortiment van andere leveranciers dan Arcandor afkomstig moeten zijn. De leveringen vanuit het centrale magazijn van Karstadt in Unna werden in 2006 geleidelijk stopgezet. Als gevolg hiervan verdwenen bijvoorbeeld Karstadt's eigen merken Yorn, Henry Morell en Barisal geleidelijk uit de schappen van warenhuizen Hertie.
In de vernieuwde Hertie-warenhuizen werd een nieuw exploitatiemodel gehanteerd. Sinds 2007 regelde Hertie in principe alleen de verkoopruimte en het verkoop- en managementpersoneel op sommige afdelingen, terwijl de inrichting en winkelvoorraad rechtstreeks door contractpartners werd geregeld. Tot de nieuwe contractpartners behoorden Intertoys (speelgoed), Lekkerland (zoetwaren), Katag (modetextiel), Papstar (papierwaren), KNV (boeken), Beauty Alliance (parfumerie), F+D (schoenen), Gries Deco Holding (met de formule Depot voor geschenken en decoratieve accessoires).
Hertie begon om 12 november 2007 met het EFT acCEPT betalingssysteem, waarmee ook de HappyDigits-punten werden bijgeschreven.
Op 1 januari 2008 verhuisde het hoofdkantoor van Hertie van Gladbeck naar Essen-Kettwig. Als gevolg van de insolventie werd het hoofdkantoor in juli 2009 terugverhuisd naar Gladbeck.

## Insolventie

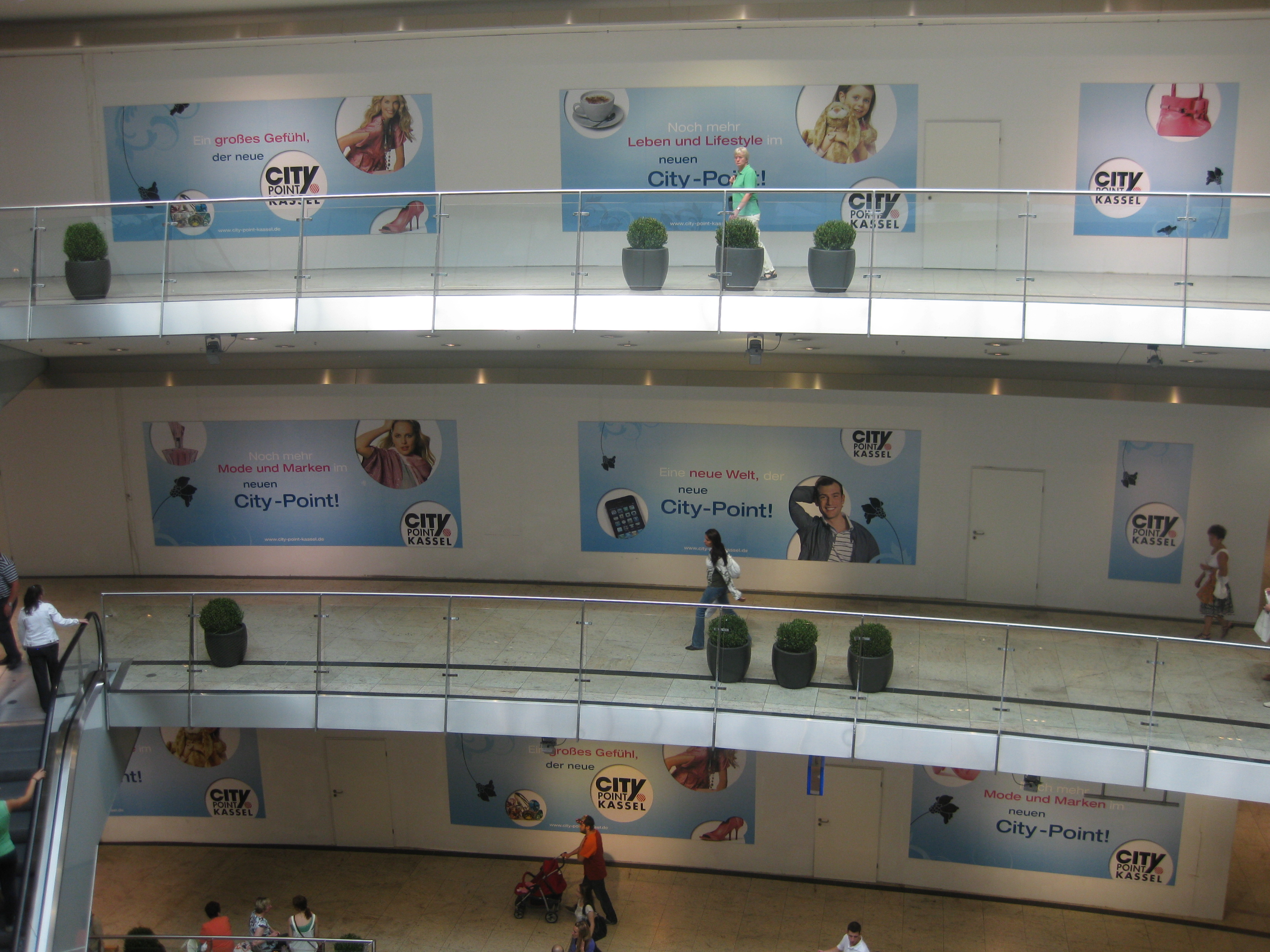
Op 13 februari 2009 werd de vestiging in het winkelcentrum City-Point in Kassel gesloten. Tot 1999 was het hele pand nog een warenhuis in Karstadt.

Op 31 juli 2008 vroeg Hertie het faillissement aan bij de arrondissementsrechtbank van Essen nadat de Britse hoofdeigenaar, Dawnay Day, in financiële moeilijkheden was geraakt. Vanuit Hertie werd gezegd dat ze de winstgevendheid van individuele filialen wilden bekijken. De curator van Hertie legde uit dat de sluiting van de hele warenhuisketen onvermijdelijk was als de Britse financiële investeerder Dawnay Day, de Hertie-aandeelhouder en eigenaar van de meeste warenhuizen, niet instemde met drastische huurverlagingen. Hertie betaalde op dat moment voor veel filialen tot 20 procent van de omzet aan huur in plaats van de gebruikelijke 5 procent. Na forse huurverlagingen zouden de resterende vestigingen van het warenhuisconcern echter goede overlevingskansen hebben.
De deelstaat Noordrijn-Westfalen wilde Hertie met een garantie steunen in haar zoektocht naar een investeerder, maar het ministerie van Economische Zaken drong bij de eigenaar van de panden, Dawnay Day, aan op een huurverlaging. Op 20 mei 2009 werd bekend dat er geen investeerder was gevonden en ook Dawnay Day niet bereid was de huren te verlagen. Als er geen huurder was, kon deze de ruimtes individueel verhuren tegen veel hogere prijzen (winstmaximalisatieprincipe) en wilde met de huuropbrengsten zichzelf saneren.
Om 3 april 2009 maakte de Nederlandse dochteronderneming van Dawnay Day, Mercatoria Acquisitions BV (MABV), die as houdstermaatschappij optrad van Hertie GmbH en van het vastgoed, bekend dat 6 van de 54 vastgoedobjecten waren verkocht. Het ging om de volgende warenhuizen: Hamburg-Bramfeld en Hamburg-Langenhorn (beiden aan Kaufland), Mettmann en Wesseling (aan een vastgoedbedrijf uit Bonn) en München-Giesing en München-Laim (aan Development Partner AG, Düsseldorf).
Op 20 mei 2009 besloot de vergadering van schuldeisers tot de sluiting van de 54 warenhuizen die nog onder de naam Hertie werden geëxploiteerd, evenals het hoofdkantoor in Essen, omdat een redding hopeloos leek.

## Filialen

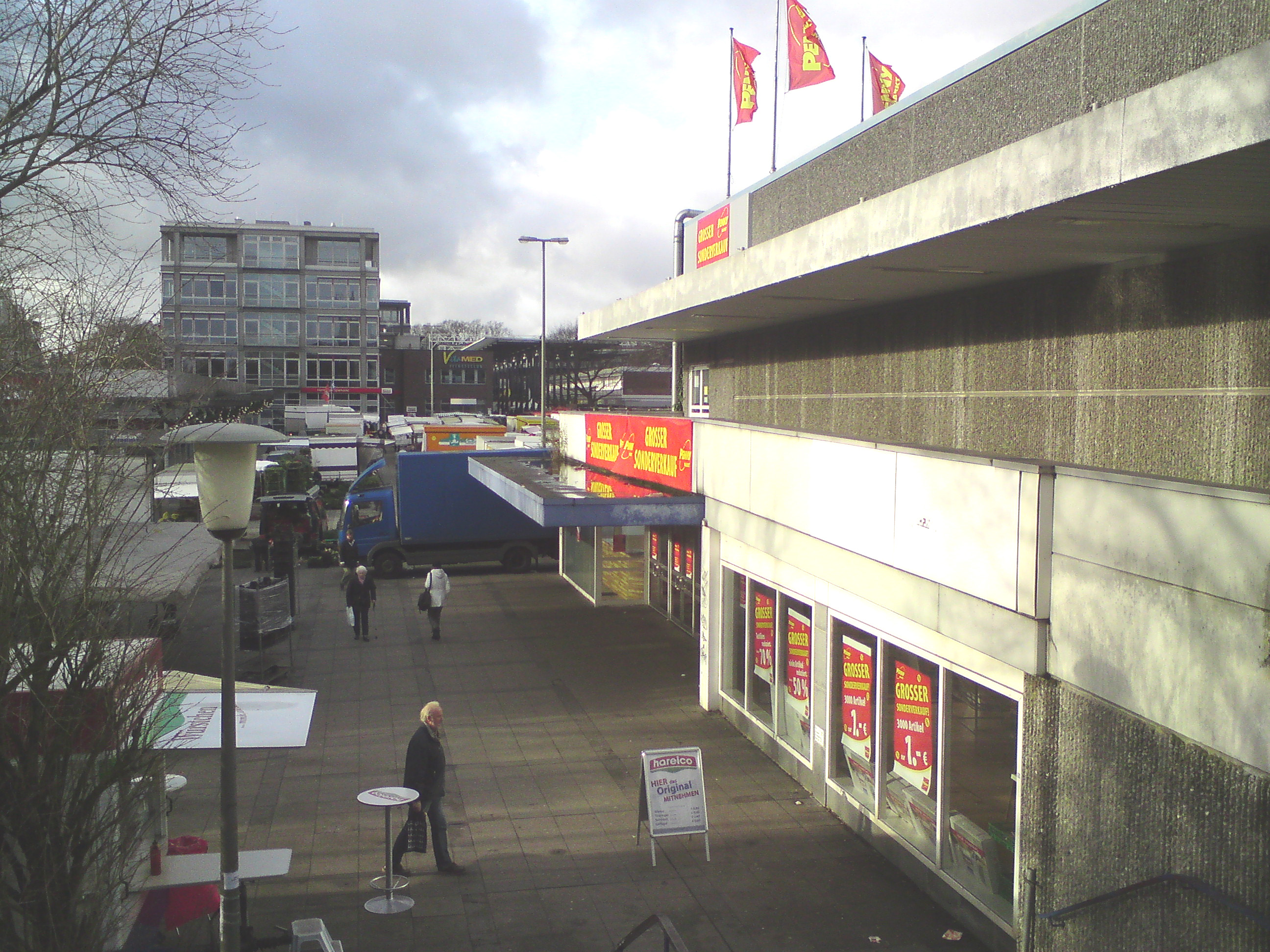
Het voormalige Karstadt/Hertie-gebouw in Hamburg-Langenhorn in november 2009

Hertie was in heel Duitsland vertegenwoordigd met 73 vestigingen (stand per januari 2009). De focus lag op Noordrijn-Westfalen (34 vestigingen) en Noord-Duitsland (20 vestigingen). Op dat moment waren er  nog grote gaten in het filialennet in de overige delen van Duitsland. Hertie was in de Nieuwe Duitse deelstaten alleen vertegenwoordigd met een vestiging in Görlitz. Negen winkels (Berlin-Schöneberg, Berlin-Tegel, Berlin-Moabit, Dinslaken, Elmshorn, Hamburg-Barmbek, Lünen, Stade en Weiden in der Oberpfalz) behoorden tot de in 1993 door Karstadt overgenomen filialen van het voormalige Hertie Waren- und Kaufhaus GmbH. 
Volgens de oorspronkelijke strategie zou het filialennet worden uitgebreid. Het begon allemaal met een nieuw warenhuis in Straubing in Neder-Beieren, met een verkoopoppervlak van 3.500 vierkante meter, dat ondanks de lopende insolventieprocedure eind november 2008 werd geopend.
Het filiaal Karstadt-Kompakt in Hamburg-Eppendorf, dat in mei 2007 werd gesloten, werd omgebouwd tot een "winkelcentrum" dat ook een Hertie-filiaal zou omvatten. Na het faillissement werd dit plan beëindigd.
Op 27 januari 2009 kondigde Hertie de sluiting aan van 19 van de 73 vestigingen. De focus lag in Noordrijn-Westfalen, waar de vestigingen in Bocholt, Duisburg-Walsum, Erkrath, Eschweiler, Essen-Altenessen, Essen-Borbeck, Essen-Rüttenscheid, Essen-Steele, Herdecke, Herne, Keulen-Chorweiler, Lünen, Marl en Mettmann werden gesloten. Ook locaties in Nedersaksen (Hamelen en Delmenhorst), in Sleeswijk-Holstein (Niebüll en Mölln), in Beieren (Aschaffenburg), in Hessen (Kassel) en in Hamburg (Langenhorn) werden getroffen. In totaal betekende dit het verlies van hun baan voor ongeveer 650 werknemers. In april 2009 telde het filialennet nog 54 vestigingen. De helft van hen sloot op de 8 augustus 2009 en de overige warenhuizen van Hertie sloten op de daaropvolgende vrijdag en zaterdag. 